# David (hrušeň)

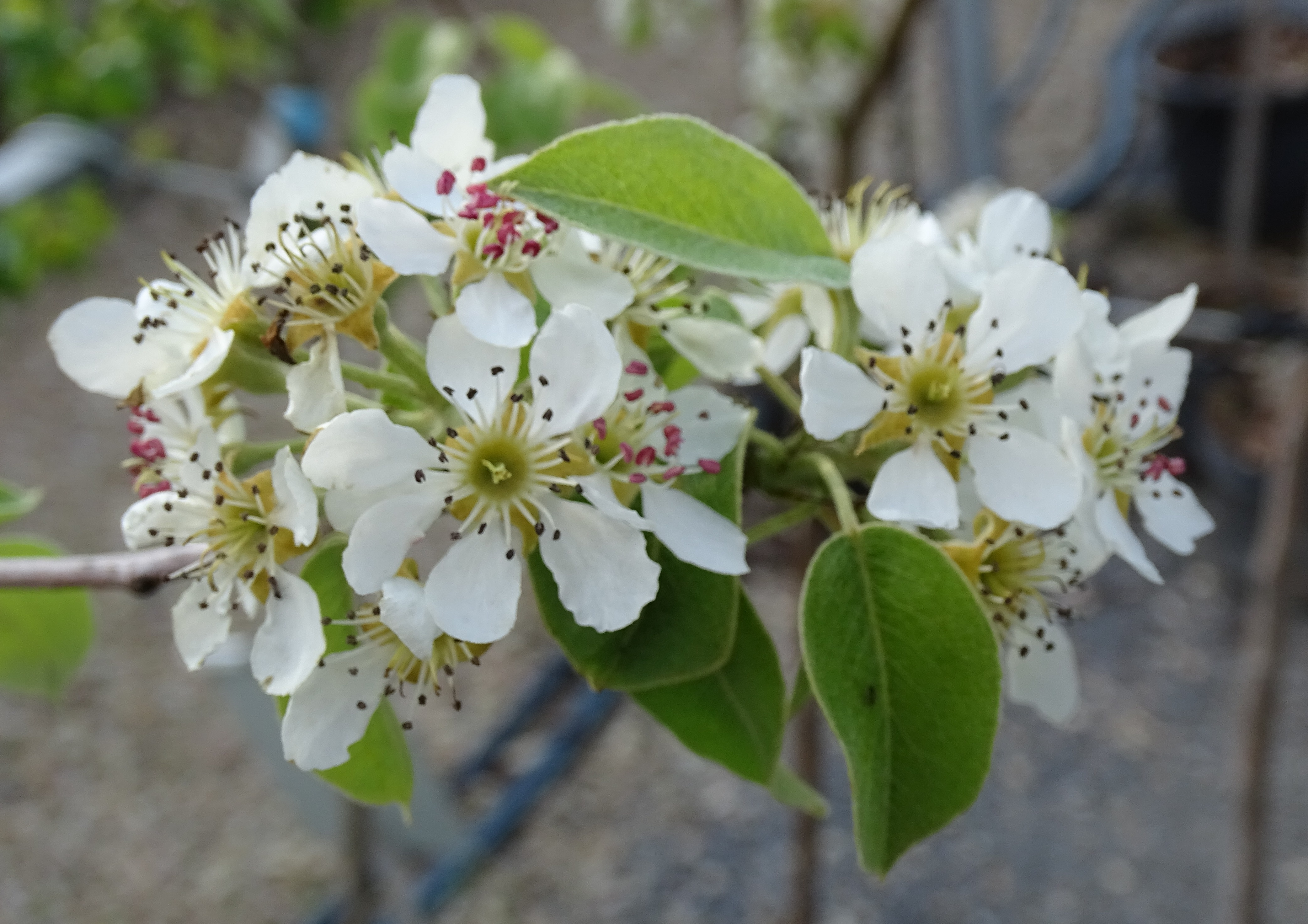
[https://studio.youtube.com/video/7QHScI7iT1A/edit Pyrus communis kultivar David

David (Pyrus communis 'David') je ovocný strom, kultivar druhu hrušeň obecná z čeledi růžovitých. Plody jsou řazeny mezi odrůdy zimních hrušek, sklízí se v říjnu, dozrává v prosinci, skladovatelné jsou do února.

## Původ
Byla vyšlechtěna v ČR. Odrůda je křížencem odrůd 'Guyotova' a 'Děkanka Robertova'.

## Vlastnosti
- Růst – Růst odrůdy je středně bujný. Habitus koruny je úzce pyramidální.[1]
- Plodnost – Plodí středně časně, středně hojně a pravidelně.[1]
- Plod – Plod je hruškovitý, velký. Slupka zeleně, později žlutě zbarvená s lehce červeným líčkem. Dužnina je nažloutlá, šťavnatá jemná.[1]

## Choroby a škůdci
Odrůda je považována za dostatečně odolnou proti strupovitosti ale i rzivosti. Je středně náchylná (26,1 - 60,0 %) k spále růžovitých.

## Použití
Dobře snese přepravu. Je vhodná ke skladování a přímému konzumu. Odrůdu lze použít do středních a teplých poloh.